# Aeroportul Bayankhongor
Aeroportul Bayankhongor (IATA: BYN, ICAO: ZMBH) este un aeroport din Bajanchongor-Aimag, Mongolia.
Situat la o altitudine de 1.849 m, aeroportul dispune de o singură pistă.